# Błękitny Koran

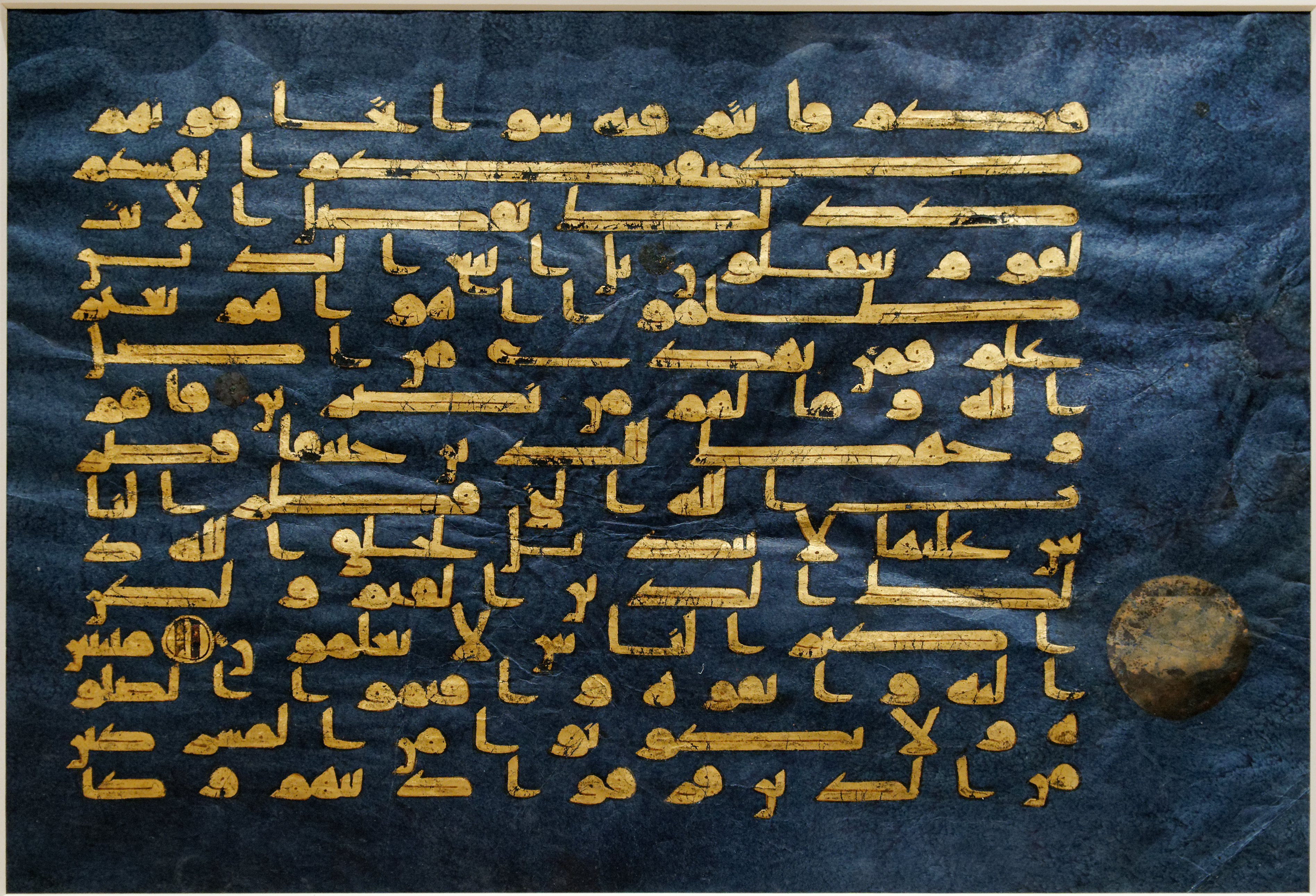
Karta Błękitnego Koranu Sura 30, 28-32, Metropolitan Museum of Art, Nowy Jork

Błękitny Koran (arab. ‏المصحف الأزرق‎) – rękopis Koranu pochodzący z końca IX wieku lub początku X wieku, pisany kuficką formą arabskiej kaligrafii; prawdopodobnie powstał w północnej Afryce. Obecnie (2012) rozdzielony na kilka części, przechowywanych osobno w muzeach oraz prywatnych kolekcjach. Historia rękopisu obfituje w wiele niewyjaśnionych zagadek.

## Opis
Strona rękopisu ma rozmiary 30,5 × 40,3 cm. Prostokątne karty ułożone zostały horyzontalnie, co jest typowe dla wczesnych rękopisów Koranu. Karty ułożone zostały po dwie w jednym foliale. Tekst pisany jest w 15 linijkach na stronę; brak w nim znaków diakrytycznych dla oznaczenia samogłosek. Litery zapisano złotem na pergaminie nasączonym indygo, co daje unikatowy efekt. Dla zaznaczenia podziału na wiersze posłużono się srebrem, które przez ostatnie 1000 lat uległo utlenieniu. Rękopis uchodzi za jeden z najbardziej okazałych egzemplarzy Koranu i zarazem jedno z najwspanialszych dzieł muzułmańskiej sztuki, uważany jest także za jeden z najbardziej kosztownych sporządzonych kiedykolwiek manuskryptów. Do naszych czasów zachowały się tylko cztery rękopisy Koranu z barwionym pergaminem.
Jego powstanie było prawdopodobnie efektem naśladowania bizantyńskich purpurowych kodeksów, z jednoczesnym zamiarem prześcignięcia pierwowzorów. Jest to jedyny rękopis Koranu pisany złotem na błękitnym tle. Ten sam zestaw barw (złoto na błękitnym tle) zastosowany został również w mihrabie Wielkiego Meczetu w Kordobie.

## Historia
Jako miejsce powstania podaje się zwykle Afrykę północną. Sugeruje się, że został sporządzony na potrzeby Wielkiego Meczetu w Kairuan. Niektórzy badacze opowiadają się za Hiszpanią. W czasach Imperium osmańskiego wiele kart rękopisu zostało rozproszonych. Najstarsza zachowana wzmianka o rękopisie pochodzi z 1293, kiedy został wymieniony w katalogu biblioteki wielkiego meczetu w Kairuanie. Według tego opisu rękopis składał się z siedmiu tomów.
Zarówno jego wczesna, jak i niedawna historia zawierają wiele niewyjaśnionych zagadek (w końcu XIX wieku część kart zaginęła). Według niepotwierdzonych informacji część stron rękopisu w 1923 miał zakupić w Stambule kolekcjoner F.R. Martin, a następnie sprzedał je w Europie. W 1977 dom aukcyjny Christie wszedł w posiadanie niektórych kart rękopisu, nie wiadomo jednak czy były to te same karty.
W 1983 Narodowe Muzeum Sztuki Muzułmańskiej w Rakkada otrzymało kopię rękopisu, zawierała ona 59 kart. Od tego czasu spekuluje się o zaginięciu, bądź wykradzeniu części kart kodeksu. W lutym 2011 Mourad Erramah z muzeum w Kairuan zaprzeczył, by jakiekolwiek karty kodeksu zostały wykradzione. Ahmed Ferjaoui z Instytutu Dziedzictwa Narodowego potwierdził, iż część stron rękopisu została skradziona wraz z 53 innymi cennymi dokumentami. 16 kwietnia opublikowano informację, że 24 kwietnia 2012 jedna karta kodeksu zostanie sprzedana na aukcji w Londynie. Jej wartość oszacowano na 150–250 tys. £. Została ona sprzedana za 529 250 £.
Największa zachowana po dziś dzień jego partia przechowywana jest w Narodowym Instytucie Sztuki i Archeologii w Tunisie. Część rękopisu jest przechowywana w Chester Beatty Library w Dublinie, inna jego partia przechowywana jest w Metropolitan Museum of Art w Nowym Jorku, w Muzeum Tareq Rajab w Kuwejcie, inne partie w prywatnych kolekcjach.